# Nytt på nytt
Nytt på nytt är ett norskt TV-program. Programmet är en norsk variant av det brittiska satirprogrammet Have I Got News For You som började sändas 1990 och det svenska Snacka om nyheter. Programmet har sänts på NRK1 på fredagkvällar på hösten och våren sedan 9 april 1999. Programmet har blivit ett av Norges mest populära TV-program med mer än 1,3 miljoner tittare. Programmet har vunnit två Gullruten-priser och fyra Komipriser.

## Medverkande
Programmet består av en programledare, en fast panel på två personer samt två gäster. Programledare var Jon Almaas från 1999–2017. Så var det Bård Tufte Johansen (2017–). De fasta deltagarna har varit:
- Johan Golden, 2015–
- Pernille Sørensen, 2015–2023
- Knut Nærum, 1999–2015
- Ingrid Gjessing Linhave, 2013–2015
- Linn Skåber, 2007–2013
- Anne-Kat. Hærland, 1999–2007
- Isalill Kolpus 2023-